# بوينغ إف/إيه-18إي/إف سوبر هورنت
بوينغ إف/إيه-18إي/إف سوبر هورنت (بالإنجليزية: F/A-18E/F Super Hornet)‏ هي طائرة مقاتلة متعددة المهام أمريكية الصنع ثنائية المحرك من الجيل الرابع والنصف، يمكنها الإقلاع من على متن حاملات الطائرات وهي النسخة المطورة من ماكدونيل دوجلاس إف-18 هورنت بفئتيها C,D فطائرات السوبر هورنت أكبر وأكثر تطوراً الفئة E ذات مقعد واحد والفئة F ذات مقعدين، للسوبر هورنت مدفع دوار إم-61 داخلي عيار 20 ملم، وتحمل صواريخ جو- جو، جو- أرض، ويمكنها التزود بوقود إضافي بخمسة خزانات للوقود خارجية ويمكن تهيئة الطائرة كناقلة محمولة جواً عن طريق إضافة نظام التزود بالوقود جواً.
في البداية قامت شركة ماكدونل دوغلاس بتصميم وإنتاج طائرة سوبر هونت، وقد طارت لأول مرة في عام 1995م، وفي سبتمبر 1997 تم الإنتاج بالمعدل الكامل بعد اندماج شركة ماكدونيل دوغلاس وبوينغ في أغسطس. دخلت سوبر هورنيت الخدمة في البحرية الأمريكية في عام 1999، لتحل محل غرومان إف-14 توم كات، التي خرجت من الخدمة في عام 2006م، وتخدم طائرات السوبر هورنت مع طائرات الهورنت الأصلية.
كانت القوات الجوية الملكية الأسترالية قد استخدمت إف- 18 هورنت الفئة (A) كمقاتلة رئيسية لديها منذ عام 1984م، وقد طلبت أستراليا طائرات إف-18 سوبر هونت فئة (F) في عام 2007م لتحل محل طائراتها من إف-111 آردفارك، وقد دخلت السوبر هورنيت الخدمة لديها في ديسمبر عام 2010م.

## الإنتاج والتطوير
للطائرة إف-18 سوبر هورنت فئتان هما E,F وتم إنتاجهما في عام 1995م، وفي عام 1997م طارت لأول مرة من على حاملة الطائرات الأمريكية يو إس إس جون ستينيس
(USS JOHN C. STENNIS(CVN 74.
وتتفوق السوبر هورنت على إف-18 هورنت C,D في:
1. زيادة المدى بنسبة 41%.[2]
2. زيادة حمولة الوقود فحمولتها من الوقود أكبر من النوعين C,D بنسبة 33%[2] كما أن مساحة جناحيها أكبر بنسبة 25%[2] بالنسبة للنوعين C,D ، كما أن المصممين أضافوا للنوعين الجديدين نقطتين لتحميل السلاح في جناح الطائرة أي أنهما أصبحتا تمتلكان 12 نقطة لتحميل السلاح وتستطيع هذه النقاط حمل ما وزنه 17750 باوند من السلاح والذخيرة.
3. القدرة على التحمل العمل في مختلف الظروف المناخية.
4. أيضا يستطيع النوعان الجديدان حمل مختلف أنواع القنابل الذكية مثل JDAM و JSOW.

والطائراتان الجديدتان مزودتان بمدفع M61A1 Vulcan.
وتعمل الطائراتان على محركين من نوع F414-GE-400 من إنتاج شركة General Electric.
وتستطيع المقاتلتان E,F حمل جميع أنواع الأسلحة المذكورة سابقا بالاضافه إلى القنابل الذكية.
وهاتان الطائراتان مناسبتان جدا لمهام القصف الارضي دون المهام الجوية.
وتكلف الطائرة الواحدة من النوعين الجديدين مبلغ 60 مليون دولار.
وقد ازدادت الاعداد التي يحصل عليها الجيش الأمريكي كل سنه في اواخر التسعينات ففي سنة 1997 كان معدل حصول الجيش على الطائرات هو 12 طائره في السنة وفي عام 1998 ازداد العدد ليصل إلى 20 طائره في السنة وفي عام أصبح الجيش الأمريكي يحصل على 30 طائره كل سنة.
وتخطط البحرية الأمريكية لامتلاك 563 طائرة سوبر هورنت كحد أدنى علماً بأن الخطة الأصلية كانت تقضي بأن تمتلك 1000 طائرة من هذا الطراز ولكن البحرية الأمريكية اكتفت بعدد 548 وذلك لانتظار الجيل الجديد من طائرات برنامج جوينت سترايك فايتر JSF التي يعول عليها الكثيرون الامل في سد الفجوة التي احدثها أو سيحدثها خروج المقاتلة F-14 من الخدمة في سلاح الجو الأمريكي.وقد ازداد الاعداد التي يقتنيها الجيش الأمريكي من تلك الانواع تدريجيا منذ اواخر التسعينات في عام 1997 كان معدل اقتناء الجيش لتك الطائرات 8 مقاتلات في السنة.

## الدول المُستخدِمة

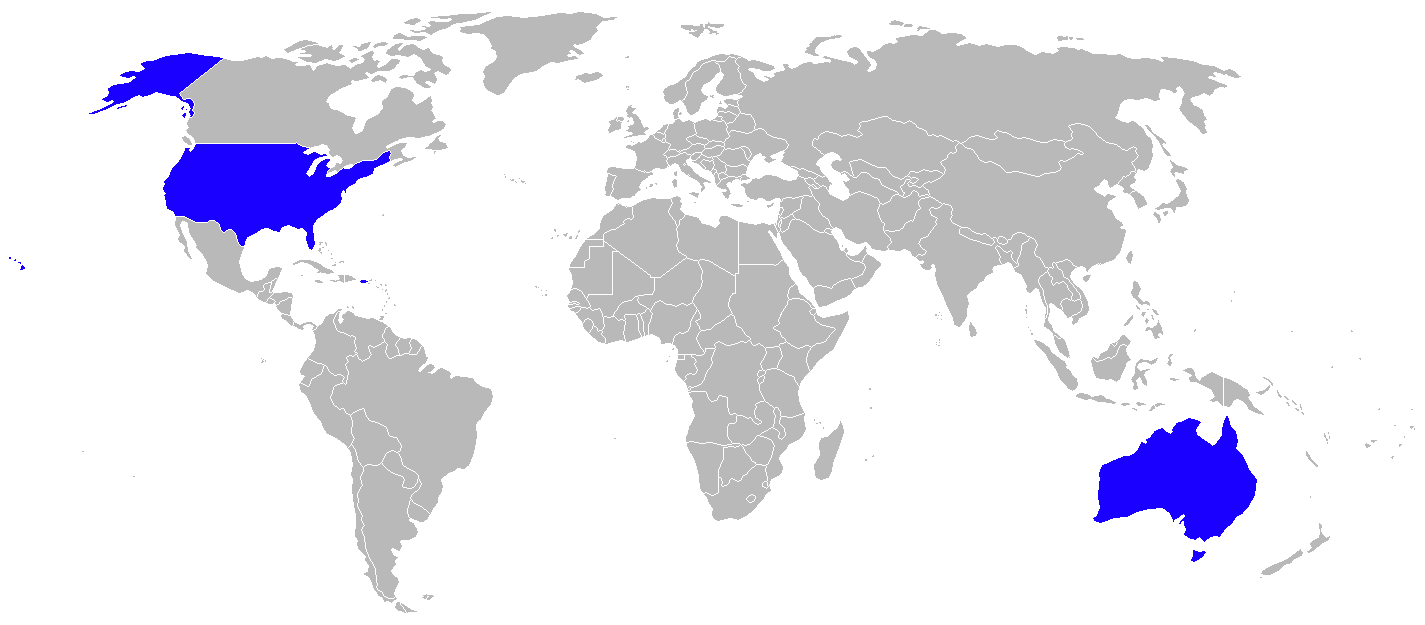
الدول المستخدمة للطائرة إف/إيه-18 سوبر هورنت 2010

الولايات المتحدة
- بحرية الولايات المتحدة

 أستراليا
- القوات الجوية الملكية الاسترالية

 الكويت 
- القوة الجوية الكويتية

## المواصفات (إف/ايه-18 E/F)

### الخصائص العامة
- الطاقم: الفئة E: مقعد، الفئة F: مقعدين.
- الطول: 18.31 متر
- باع الجناح: 13.62 متر
- الارتفاع: 4.88 متر
- مساحة الجناح: 46.5 متر مربع
- الوزن فارغة: 14552 كجم
- الوزن محملة: 21320 كجم
- أقصى وزن للإقلاع: 29937 كجم

### التسليح
- AIM-9 Sidewinder
- AIM-7F Sparrow
- AIM-120 AMRAAM
- AGM-65E Maverick
- AGM-84
- Harpoon
- AGM-88A HARM
- MK82
- 10 CBU-87
- 10
- CBU-89
- GBU-12
- GBU-24
- JDAM
- بالاضافه إلى القنابل النووية من نوع: B-57 or B-61